# Мацуи, Эми
Эми Мацуи (яп. 松井 江美; род. 20 февраля 1963, Хиого) — японская легкоатлетка, специалистка по метанию копья. Выступала за сборную Японии по лёгкой атлетике в 1980-х годах, победительница Азиатских игр, обладательница двух бронзовых медалей чемпионатов Азии, восьмикратная чемпионка страны, участница двух летних Олимпийских игр.

## Биография
Эми Мацуи родилась 20 февраля 1963 года в префектуре Хиого, Япония.
Начиная с 1981 года на протяжении всего десятилетия являлась сильнейшей японской метательницей копья, в частности в этот период в общей сложности восемь раз становилась чемпионкой Японии в данной дисциплине (за всё время лишь дважды уступала первенство другим спортсменкам).
Впервые заявила о себе в лёгкой атлетике на международной арене в сезоне 1982 года, когда вошла в состав японской национальной сборной и выступила на Азиатских играх в Дели — с личным рекордом 60,52 метра превзошла здесь всех соперниц и завоевала золотую медаль.
Будучи студенткой, в 1983 году представляла Японию на Универсиаде в Эдмонтоне, где с результатом 56,20 метра стала шестой. Также отметилась выступлением на впервые проводившемся чемпионате мира по лёгкой атлетике в Хельсинки — метнула копьё на 55,52 метра и в финал не вышла.
Благодаря череде удачных выступлений удостоилась права защищать честь страны на летних Олимпийских играх 1984 года в Лос-Анджелесе. Показала результат 57,72 метра, не сумев преодолеть предварительный квалификационный этап.
В 1985 году побывала на чемпионате Азии в Джакарте, откуда привезла награду бронзового достоинства (53,28).
В 1986 году стала серебряной призёркой на Азиатских играх в Сеуле (55,00).
На чемпионате мира 1987 года в Риме с результатом 57,78 метра в финал не вышла.
Находясь в числе лидеров японской легкоатлетической команды, благополучно прошла отбор на Олимпийские игры 1988 года в Сеуле — на сей раз метнула копьё на 56,26 метра и вновь остановилась на предварительном квалификационном этапе.
После сеульской Олимпиады Мацуи ещё в течение некоторого времени оставалась действующей спортсменкой и продолжала принимать участие в крупнейших международных стартах. Так, в 1989 году она добавила в послужной список бронзовую награду, выигранную в метании копья на чемпионате Азии в Дели (55,30).
В 1990 году взяла бронзу на Азиатских играх в Пекине (56,04) и на этом завершила спортивную карьеру.